# Weingarten (Rimsting)
Weingarten ist ein Gemeindeteil der Gemeinde Rimsting im Landkreis Rosenheim und Teil des Chiemgaus. Vor dem 1. April 1970 gehörte Weingarten zur Gemeinde Greimharting, bevor diese in die Gemeinde Rimsting eingegliedert wurde.
Die Einöde Weingarten befindet sich auf der Ratzinger Höhe, auf der die Familie Ackermann seit 1580 eine eigene Landwirtschaft betreibt. Um 1640 wurde der einstige Bauernhof auch als Gasthof Weingarten genutzt.
Das Gebiet um die Ratzinger Höhe bietet eine gute Aussicht auf den Chiemsee und die Bayerischen Alpen. Die Ratzinger Höhe und der Gemeindeteil Weingarten wurden als Drehort für deutsche TV-Produktionen genutzt, unter anderem für Frauenarzt Dr. Markus Merthin und Unser Lehrer Doktor Specht.